# Romanceiro da Inconfidência
Romanceiro da Inconfidência é uma coletânea de poemas da escritora brasileira Cecília Meireles, publicada em 1953, que conta a História de Minas dos inícios da colonização no século XVII até a Inconfidência Mineira, revolta ocorrida em fins do século XVIII na então Capitania de Minas Gerais.
Em 85 "romances", mais quatro "cenários" e outros de prólogo e êxodo, Cecília evoca  primeiro a escravidão dos africanos na região central do planalto em episódios da exploração do ouro e dos diamantes no século XVIII; logo o centro da coletânea é dedicado ao destino dos heróis da chamada "Inconfidência Mineira" – Joaquim José da Silva Xavier, o Tiradentes, Tomás Antônio Gonzaga, sua noiva e amada Marília de Dirceu bem como  de outras figuras históricas implicadas no acontecimento, como D. Maria I a louca, na altura Rainha de Portugal.
Mais lírica do que narrativa, a obra assume o lado dos derrotados (transformados depois em heróis da Independência do Brasil) denunciando o sistema colonial que favorece a exploração dos desvalidos:
A terra tão rica
e – ó almas inertes! –
o povo tão pobre...
Ninguém que proteste! (...) (in: Do animoso Alferes, Romance XXVII)
Estes branquinhos do Reino
nos querem tomar a terra:
porém, mais tarde ou mais cedo,
os deitamos fora dela.  (in: 'Do sapateiro  Romance XLII)
A nova interpretação da história serve no entanto de ponto de partida para uma reflexão filosófica e metafísica sobre a condição humana. Surgindo Tiradentes como um avatar de Cristo e sofrendo o  sacrifício do bode expiatório, ele se torna num redentor do Brasil, que abriria a nova era da liberdade. "Construindo com o Romanceiro da inconfidência um mosaico em que cristalizariam vibrações captadas na terceira margem da memória coletiva, Cecília consolidava uma teia de mitos suscetíveis de fortalecer o sentimento da identidade brasileira".

## Edições
A obra foi reeditada em 2005 pela Editora Nova Fronteira e, na apresentação dessa edição, a escritora Ana Maria Machado retoma a origem oral da poesia para justificar as rimas, paralelismos e refrãos da poesia, embora termine por lembrar que "em Romanceiro da Inconfidência há variedade de formas, métricas distintas, liberdade nas rimas e muita inventividade nos quase cem poemas".
O livro foi publicado em 2008 na Coleção Folha Grandes Escritores Brasileiros.